# Pablo Emilio Guarín
Pablo Emilio Guarín Vera (Puerto Boyacá, siglo XX-Chocontá, 15 de noviembre de 1987) fue un político y paramilitar colombiano.

## Biografía
Nació en Puerto Boyacá (Boyacá) y su familia era colaboradora del Frente 4 de las FARC, y Guarín les vendía municiones que adquiría con el Ejército Nacional, su padre Gonzalo de Jesús Pérez, que era enfermero atendía a los guerrilleros heridos. Su padre intentó mediar en un secuestro realizado por las FARC-EP y ante la respuesta negativa, decide crear un grupo de autodefensas con familiares y conocidos, después de enfrentar a los guerrilleros fueron apoyados por el Batallón Bárbula y el alcalde Militar de Puerto Boyacá, Óscar Echandía.
Inició su vida política en el Partido Liberal, cercano al Partido Comunista Colombiano, pero tras el asesinato de su amigo y político Jesús Hernández, le declaró la guerra a la insurgencia, convirtiéndose en un anticomunista convencido. Impulsando la creación de grupos paramilitares. En 1983 se le acusó de pertenecer al grupo paramilitar Muerte a Secuestradores (MAS). El 15 de septiembre de 1984 participó en un ataque a una delegación que buscaba presionar a las autoridades de Puerto Boyacá (Boyacá) para encontrar desaparecidos de izquierda en la región del Magdalena Medio. Logró el patrocinio de narcotraficantes como Gonzalo Rodríguez Gacha, quien también estaba enfrentado con las FARC-EP y había adquirido terrenos en Puerto Boyacá.

### Representante a la Cámara
Fue un reconocido anticomunista y elegido a la Cámara de Representantes por Boyacá en 1986. Vinculado a la creación de las Autodefensas Campesinas del Magdalena Medio y de Puerto Boyacá (Boyacá) las cuales entrenaron a los grupos paramilitares del resto del país con mercenarios israelíes y británicos como Yair Klein, por medio de la Asociación Campesina de Ganaderos y Agricultores del Magdalena Medio (Acdegam) y de su líder Henry de Jesús Pérez, Guarín fue considerado su vocero político, fue cercano a Ernesto Báez, futuro comandante e ideólogo paramilitar quien lo consideró su mentor.

## Muerte
"Si a la vera del camino hallaren mi cadáver, no lo recojan: déjenlo para que los buitres de las FARC lo devoren. Recojan mis ideas, mis banderas y sigan adelante",
Pablo Emilio Guarín

Fue asesinado por las FARC-EP el 15 de noviembre de 1987, en Chocontá (Cundinamarca) a 40 kilómetros de Bogotá. Las desmovilizadas FARC-EP en 2020 reconocieron su responsabilidad en su asesinato y el de otros políticos, como Álvaro Gómez Hurtado. El consejo de Puerto Boyacá creó la Medalla al mérito cívico Pablo Emilio Guarín Vera, con la cual se reconoció a la viuda del paramilitar Henry Pérez. Un frente paramilitar llevaba su nombre, al igual que una escuela en Arauca.